# Xysticus silvestrii
Espèce
Xysticus silvestrii est une espèce d'araignées aranéomorphes de la famille des Thomisidae.

## Répartition
Cette espèce n'a pour le moment été observée qu'en Argentine, dans le Sud de la province de Santa Cruz, ce qui fait probablement d'elle la Thomisidae la plus australe du monde.

## Description
Xysticus silvestrii mesure entre 4 et 5 mm. Son céphalothorax est brun rouge avec la face jaune pâle. Son abdomen est jaunâtre, orné de quelques points et de motifs irréguliers bruns. 

## Systématique et taxinomie
L'espèce a été décrite en 1905 par Eugène Simon. L'épithète spécifique rend hommage à Filippo Silvestri, entomologiste italien qui a collecté les femelles holotypes.

## Publication originale
- Eugène Simon, « Etude sur les arachnides recueillis en Patagonie par le Dr. Fillipo Silvestri », Bollettino dei Musei di Zoologia ed Anatomia Comparata della Reale Università di Torino, vol. 20, no 511,‎ 1905, p. 1-18 (lire en ligne)